# Британська воєнна медаль
Британська воєнна медаль — медаль Британської імперії за участь у Першій світовій війні.

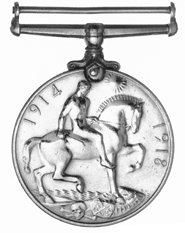
Реверс медалі

Медаль було започатковано у 1919 році для відзнаки офіцерів і солдат збройних сил Британської імперії, які брали участь у боях Першої світової війни у період між 5 серпня 1914 та 11 листопада 1918 року.
Пізніше медаль почали вручати за участь у розмінуванні на морі. А також за участь в операціях у Південній та Північній Росії, у Балтійському морі, Сибіру, Чорному та Каспійському морях.
Загалом було випущено 6 500 000 медалей, з яких 110 000 були бронзовими. Цими бронзовими медалями були, в основному, нагороджені китайці, мальтійці та індуси, які служили у трудових батальйонах.

## Опис
- Кругла срібна (чи бронзова) медаль. На аверсі зображено профіль короля Георга V і напис: "GEORGIVS V BRITT: OMN: REX ET IND: IMP : (Георг 5-й, король усіх британців та імператор Індії)
- На реверсі зображений святий Георгій, оголений, верхи з коротким мечем. Кінь копитами стоїть на прусському щиті та черепі із перехрещеними кістками. У правому куті зображено сонце перемоги. Дати 1914 і 1918 розташовані зліва і справа відповідно.
- Стрічка має центральну широку помаранчеву смугу, з боків від центральної смуги розташовані білі, а далі чорні й сині смуги.